# Khái luận Âm nhạc học
Khái luận Âm nhạc học là một cuốn sách đề cập và nghiên cứu về khoa học trong âm nhạc do tiến sĩ âm nhạc Nguyễn Thanh Hà biên soạn. Đây được cho là cuốn sách về khoa học âm nhạc đầu tiên ở Việt Nam.

## Nội dung
Khái luận Âm nhạc học giới thiệu và phân tích chuyên sâu các quan điểm về định nghĩa, phạm vi nghiên cứu, phương pháp nghiên cứu, lịch sử, hiện trạng và hướng phát triển mới của các phân ngành trong âm nhạc học. Cuốn sách này cũng đề cập tới những "hành vi âm nhạc" (hoạt động sinh lý, hoạt động thẩm mỹ, hoạt động sáng tạo, hoạt động biểu diễn và tiếp nhận hành vi) của các dân tộc, quốc gia cũng như cá nhân trước đây và hiện nay.
Theo tác giả, "Âm nhạc học thuộc về một ngành khoa học tổng hợp có trọng tâm là khoa học nhân văn".

## Mục lục
Cuốn sách được chia thành 5 chương lớn:
- Chương I: khái niệm khoa học và khoa học nhân văn
- Chương II: tóm lược lịch sử âm nhạc của 2 trường phái âm nhạc thế giới là âm nhạc phương Đông và âm nhạc Phương Tây
- Chương III: lĩnh vực Âm nhạc học
- Chương IV: phân loại của âm nhạc học
- Chương V: phương pháp nghiên cứu đặc thì âm nhạc học

## Phát hành
Khái luận Âm nhạc học được phát hành trong lễ hội "Ngày Sách Việt Nam 2017" diễn ra tại công viên Thống Nhất. Tác phẩm này được cho là cuốn sách về khoa học âm nhạc đầu tiên ở Việt Nam.

## Nhận định
Khái luận âm nhạc học được Nhà xuất bản văn hóa Dân tộc ấn hành tháng 4 năm 2017. Cuốn sách đã tạo ra sự chú ý lớn và đánh giá cao của những độc giả âm nhạc tại Việt Nam. Ấn bản này cũng thường được cho là "cuốn sách lạ" trong nghiên cứu âm nhạc tại Việt Nam. Nhạc sĩ Dương Hồng Kông cho rằng "Đây là cuốn sách nói về khoa học âm nhạc. Nó lạ bởi chúng ta đã từng nghe về khoa học môi trường, khoa học quản lý, khoa học thông tin, khoa học công nghệ, khoa học vật liệu... còn chưa ai nghe thấy khoa học ngành âm nhạc".
Phó giáo sư, tiến sĩ Văn Thị Minh Hương (cựu giám đốc Nhạc viện thành phố Hồ Chí Minh) nhận định: "cuốn sách là tài liệu tham khảo hữu ích cho giảng viên, sinh viên, học viên, nghiên cứu sinh chuyên ngành Âm nhạc học cũng như những người làm công tác nghiên cứu âm nhạc, các nhạc sĩ và những người yêu thích về khoa học âm nhạc."